# 圣欧拉利娅 (阿罗卡)
圣欧拉利娅是葡萄牙阿威罗区的一个堂区。总面积18.31平方公里，总人口2340人，人口密度127.8人/平方公里。